# 도쇼다이지

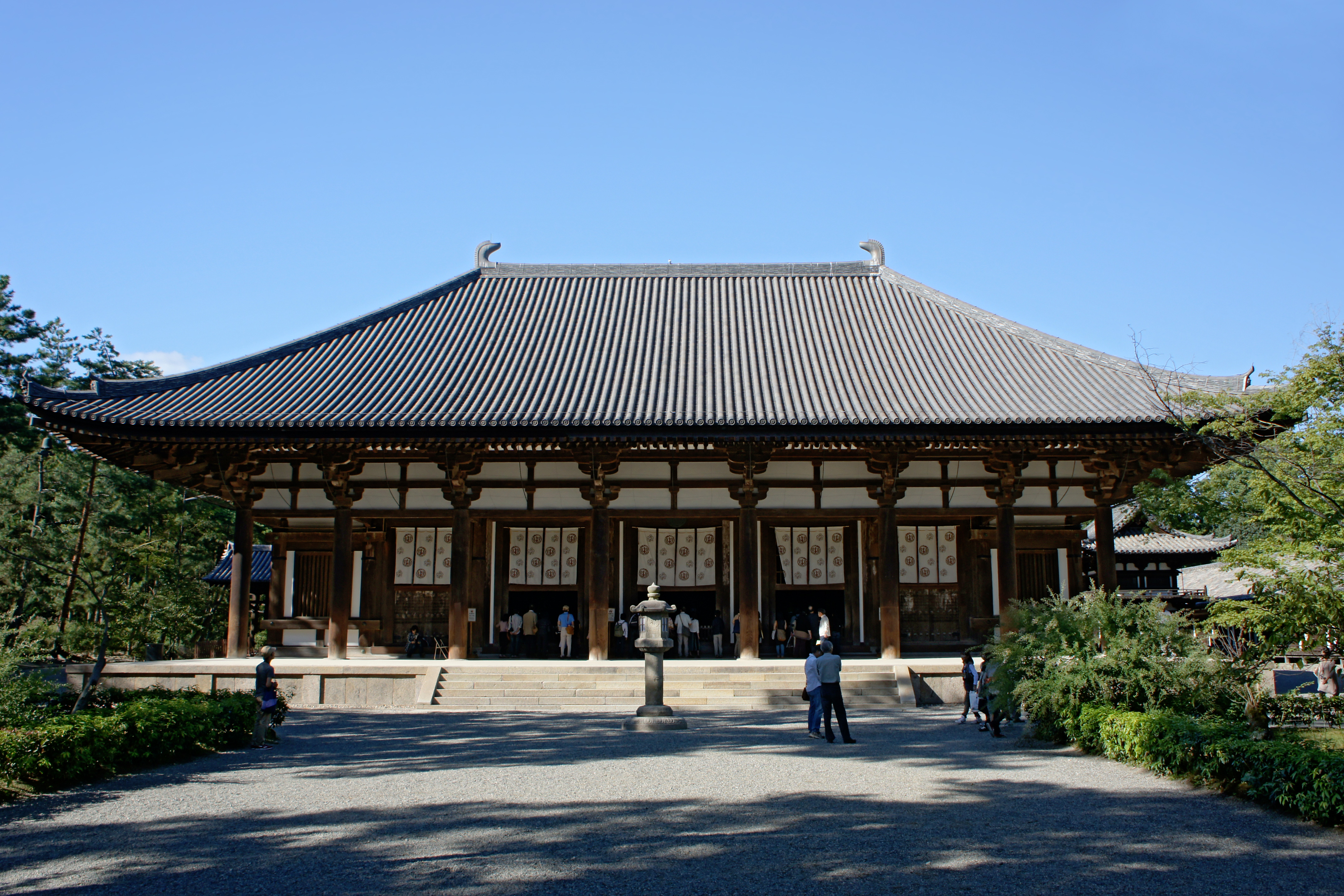
금당

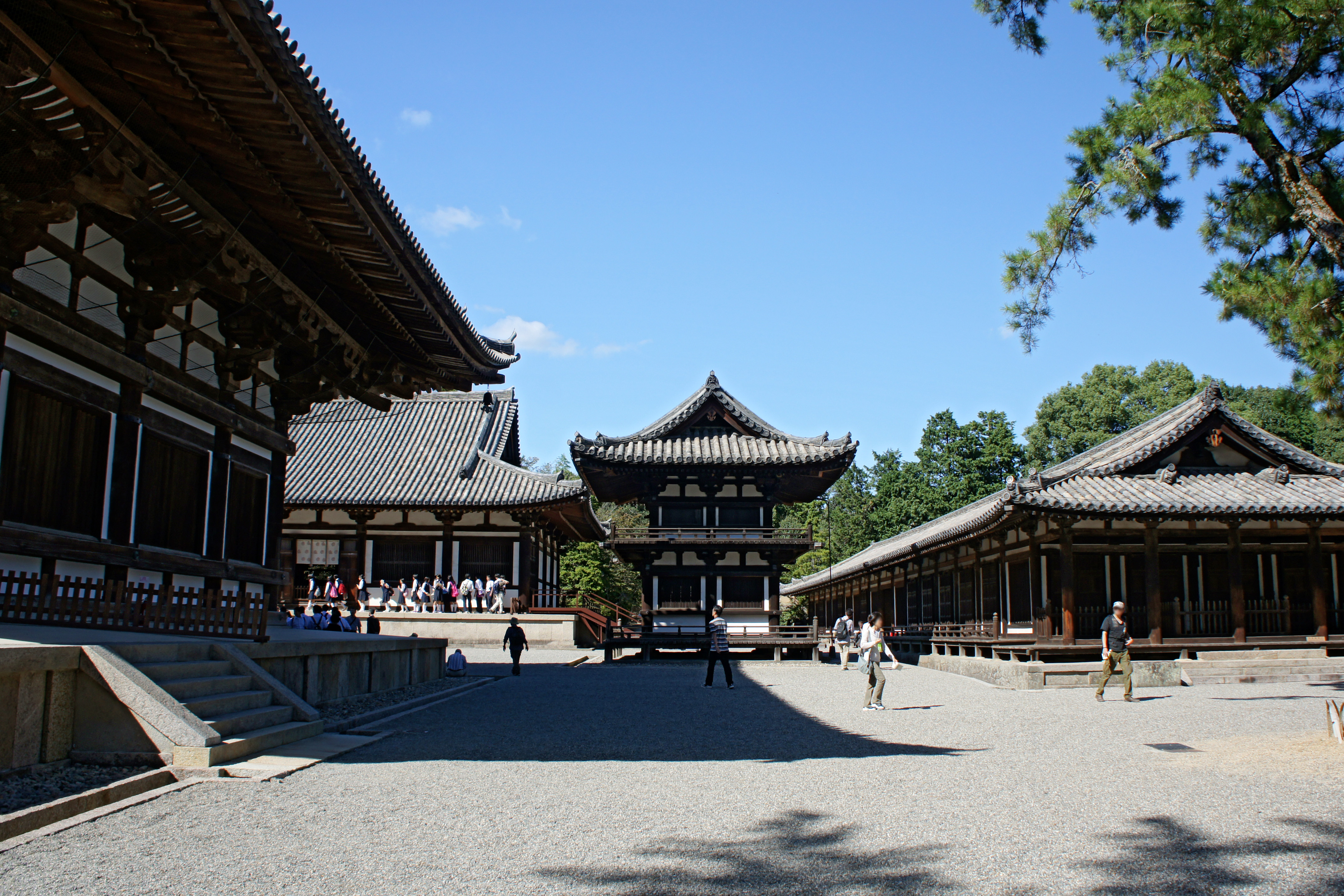
강당（안쪽)과 고루(오른쪽), 앞의 것은 금당

도쇼다이지(唐招提寺)는 일본 나라현 나라시에 있는 불교 사원으로 남도 6종의 하나인 율종의 총본산이다. 본존은 비로나자불이고 창립자는 감진으로 759년에 세워졌다. 중국 당나라 출신의 승려 감진이 만년을 보낸 절로 나라 시대에 건립된 금당, 강당을 포함한 많은 문화재를 가진다.
절의 금당과 강당 및 많은 불상들은 일본의 국보로 지정되어있다. 도쇼다이지는 고도 나라의 문화재의 하나로 유네스코 세계유산으로 지정되어있다.

## 같이 보기
- 일본의 관광